# Les Riddle
Pour les articles homonymes, voir Riddle.
Leslie « Les » Riddle, né le 28 décembre 1953, est un ancien joueur australien de basket-ball.